# Écoconduite
 (février 2009).
Si vous disposez d'ouvrages ou d'articles de référence ou si vous connaissez des sites web de qualité traitant du thème abordé ici, merci de compléter l'article en donnant les références utiles à sa vérifiabilité et en les liant à la section « Notes et références ».

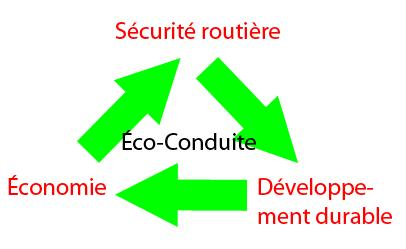

L’écoconduite est une technique de  conduite automobile économe en carburant, écologique et économique adaptée aux moteurs actuels. Cette conduite a un impact significatif sur la consommation et l'environnement.
D'après Smolders et Kampman (2006), elle consiste essentiellement à faire tourner le moteur à bas régime et à maintenir une conduite souple et une vitesse stable en évitant autant que possible les accélérations et les freinages brutaux.

## Règles fondamentales
La pratique de l'écoconduite passe par cinq règles fondamentales:
1° Changer les rapports à bas régime moteur (pour les véhicules à boîte de vitesses manuelle) :
Plus le moteur tourne vite plus il consomme du carburant. Afin de limiter le régime moteur, un régime maximal de 2 000 tr/min pour monter les rapports est recommandé pour les véhicules à essence à injection, et pour les véhicules Diesel. Les changements de rapports au-dessus de 2 000 tr/min sont possibles si des accélérations franches sont réalisées. 
Cette mesure limite le régime moteur et donc la consommation de carburant.
A titre indicatif, le certificat d'immatriculation (carte grise) de l'Union européenne peut contenir une ligne U2 indiquant le régime moteur (en tours par minute).
2° Maintenir une vitesse stable :
La puissance nécessaire au maintien du déplacement d'un véhicule est très réduite (de l'ordre de 25 kW pour une vitesse de 120 km/h) en comparaison de celle nécessaire à le mettre en mouvement.
Les accélérations vives sont très énergivores alors que les accélérations progressives et le maintien d'une vitesse constante sont très bénéfiques pour la consommation énergétique du véhicule. Plus la vitesse d'un véhicule est stable, moins sa consommation est importante.
L'application de ce second principe implique de bannir les freinages et accélérations non nécessaires, ce qui demande une anticipation des conditions de trafic de la part du conducteur. Selon l'ADEME, cela permet des gains d'environ 40%.
Une étude comparant les styles de conduites estime qu'une conduite agressive peut mener à des émissions de gaz à effet de serre cinq fois supérieures à un style de conduite normal et qu'une conduite calme émettra toujours moins de gaz à effet de serre. Cette même étude affirme qu'une conduite agressive augmente la consommation de carburant de 40% en ville.
Afin de réduire le régime moteur et donc la consommation de carburant, les écoconducteurs utilisent des rapports de vitesses élevés, ainsi, par exemple à 50 km/h à vitesse constante, il est courant qu'ils utilisent le 4e rapport voire le 5e rapport de la boîte de vitesses, plutôt que le 3e.
4° Anticiper le trafic :
L'anticipation permet :
- de maintenir une vitesse stable et donc de consommer un minimum de carburant ;
- d'éviter les freinages non nécessaires en respectant les distances de sécurité ;
- de laisser le véhicule décélérer seul en profitant du frein moteur avec un rapport élevé (la consommation est alors nulle sur le parcours si le véhicule est équipé de l'injection électronique).
- d'éviter d'accélérer en montée (évite une surconsommation de carburant).
- Lever le pied de la pédale d'accélérateur en descente permet d'utiliser le frein moteur et avoir une consommation nulle.
- de n'avoir aucune consommation de carburant lors des décélérations en utilisant le frein moteur.
- Couper le moteur au-delà de 30 secondes d'arrêt.

5° Entretenir son véhicule :
L'entretien du véhicule joue un rôle non négligeable en écoconduite :
- la pression des pneumatiques peut être responsable de surconsommation de carburant allant jusqu'à 8 % si les pneumatiques ne sont pas correctement gonflés[1] ; 6 % selon attitude-prévention [3], et l'ADEME[5].
- une bonne géométrie du véhicule évite l'usure prématurée des pneumatiques, permet d'avoir une direction stable, évite des sollicitations mécaniques non souhaitables pour les suspensions et permet donc l'économie de carburant ;
- le changement régulier de certains équipements ou organes du véhicule, tels que le filtre à air ou l'huile, permet encore de limiter les pertes de carburant. Une mécanique mal entretenue peut causer une surconsommation de 25%[1].

## Règles avancées
Ces règles avancées permettent d'augmenter le rendement de l'écoconduite en diminuant de 20 à 25 % la consommation globale en carburant.
6° Utiliser les instruments de bord :
Les instruments de bord donnent une bonne indication de la consommation en carburant.
- Le compte-tours informe sur le régime du moteur et donne une indication pour changer les rapports.
- Éviter de monter trop haut dans les tours.
- L'ordinateur de bord indique la consommation et permet d'adapter instantanément la conduite. Les voitures européennes récentes sont légalement dotées d'indicateurs de changement de vitesse[7]
- Le dispositif Stop & Start et le régulateur de vitesse, en option sur de nombreux modèles, peuvent permettre de réaliser des économies importantes en appliquant les techniques de l'écoconduite.

7° Organiser son déplacement :
La majorité des assistants de navigation GPS récents permettent de prévoir un itinéraire optimal afin d’éviter les détours, les embouteillages, les travaux, et deviennent ainsi un précieux allié de l'écoconduite. Certains modèles permettent aussi de sélectionner le trajet le plus économique.

L'application Google Maps permet de prévoir le trajet sans bouger de chez soi, et donc de tester plusieurs trajets en fonction des points de passage.

Démarrer plus tôt si l'on a peur d'être en retard.

Vérifier si les chemins que l'on a l'habitude de prendre (travail, domicile…) sont réellement adaptés à l'écoconduite.

Attention, le chemin le plus rapide n'est pas toujours le plus adapté à l'écoconduite et le chemin le plus court n'est pas toujours le plus économique.  
8° Éviter les charges inutiles :
Éviter de rouler avec des charges inutiles ou des éléments pouvant perturber l'aérodynamisme du véhicule (barres de toit, porte-vélo…).

Le poids du véhicule a un impact direct sur la consommation de carburant ; or le carburant est un poids important dans le véhicule et il ne sert à rien de rouler avec un plein si ce n'est pas nécessaire. Cependant, pour les véhicules Diesel munis d'un filtre à particules, il s'avère moins nocif pour l'environnement de remplir le moins souvent possible le réservoir. De cette façon, on évite une surconsommation de l'additif de régénération du filtre à particules qui se déverse lors de l'ouverture de la trappe à gazole. Dans ce cas, il est préférable de remplir complètement le réservoir et attendre qu'il soit quasiment vide pour le remplir à nouveau.

Remplir le réservoir en fonction de la consommation hebdomadaire si le véhicule n'est pas équipé d'un filtre à particules.

Les accessoires, tels que barres de toit, porte-bagages et porte-vélo, augmentent la trainée aérodynamique jusqu'à 139% et donc la consommation. Pour les mêmes raisons, il est important de fermer les fenêtres qui peuvent augmenter la consommation de carburant de 8 à 20% surtout à haute vitesse.
Selon attitude-prévention, une réduction de masse de 100 kilogrammes permet 5 % d'économie
9° Rouler moins vite :
Diminuer sa vitesse de 10 km/h permet d'économiser jusqu'à 1 litre par 100 km[citation nécessaire].
Selon d'autres sources, réduire la vitesse de 10 km/h sur autoroute permet d'économiser 10%
Selon l'IEA, la plupart des véhicules sont optimisés pour rouler à des vitesses comprises entre 60 et 90 km/h. Aussi, rouler à des vitesses supérieures à 120 km/h réduirait significativement le rendement du véhicule.
10° Arrêter le moteur du véhicule lorsqu'il n'est pas utile :
Si l'on ne dispose pas du Stop & Start, dès 20 secondes d’arrêt (chargement et déchargement, consultation GPS, passage à niveau ou feu rouge…) il est plus économe de couper son moteur.

## Autres moyens d'améliorer son écoconduite
Les systèmes d’assistance à la conduite (ADAS) aident indirectement à l’écoconduite.
Parmi les équipements qui aident à l'écoconduite se trouvent le GSI, l'ACC et le calculateur de consommation de carburant.
Il existe des logiciels de formation à l'écoconduite utilisés par les formateurs comme Eco Drive Performance qui mesurent et analysent de nombreuses données de conduite.

## Politique publique
Dans l'Union européenne, le Gear Shift Indicator  (GSI)  est obligatoire sur tous les véhicules depuis 2012 et permet d'aider à l'écoconduite[réf. nécessaire].
LE GSI est obligatoire sur les véhicules dotés d'une boite de vitesses manuelle : l'indicateur indique d'une flèche la possibilité de changer de vitesse pour améliorer l'efficacité énergétique[réf. nécessaire].

### L'écoconduite évaluée lors de l'examen du permis de conduire
Depuis la réforme du permis de conduire datant de 2009, sous l'influence du Grenelle de l'environnement, l'écoconduite a été intégrée dans la nouvelle évaluation de l'examen pratique du permis de conduire comme point bonus au même titre que la courtoisie au volant.

## Autres expérimentations
L'écoconduite a été déployée depuis 2005 dans le groupe La Poste, comptant 60 000 collaborateurs, 917 millions de kilomètres parcourus, un million de tonnes d’émissions de C02, et 68 000 véhicules motorisés. 
Pour réaliser cette expérimentation, La Poste a dû former l'ensemble de ses collaborateurs. Le résultat obtenu est une baisse de 5 % de la consommation de carburant, une baisse de 5 % des émissions de CO2, et conjointement avec d'autres actions liées à la sécurité routière, une baisse de 10 % de la sinistralité.

## Inconvénients
- Le déplacement lent dans les carrefours et leurs abords représente un danger potentiel[1].
- Les décélérations trop anticipées peuvent surprendre les usagers derrière soi et ainsi créer un risque de collision[1].
- Certaines manœuvres sont effectuées à trop haute vitesse du fait de l'utilisation des hauts rapports[1].

## Adaptation au train
La SNCF économise deux millions d'euros en adaptant l'écoconduite au pilotage des trains.